# 2014 en Lorraine
Chronologie de la Lorraine
- 2010
- 2011
- 2012
- 2013
- 2014
- 2015
- 2016
- 2017
- 2018

Cette page est une liste d'événements qui se sont produits durant l'année 2014 en Lorraine.

## Éléments de contexte
- Le bilan de l'année 2014 fait par l'INSEE est le suivant : « La conjoncture économique reste morose en 2014 en Lorraine, dans un contexte peu porteur. »[1]
- Pour ce qui concerne le commerce extérieur, « avec 31,4 milliards d’euros d’échanges commerciaux en 2014, la Lorraine représente 3,9 % des exportations françaises et 3,0 % des importations. »[2].
- La population de la Lorraine administrative est de 2 346 292 habitants en janvier 2014[3].
- Selon une enquête de LH2, 81 % des habitants de la Lorraine se déclarent attachés à leur région, une proportion supérieure de huit points à la moyenne nationale[4].

## Événements

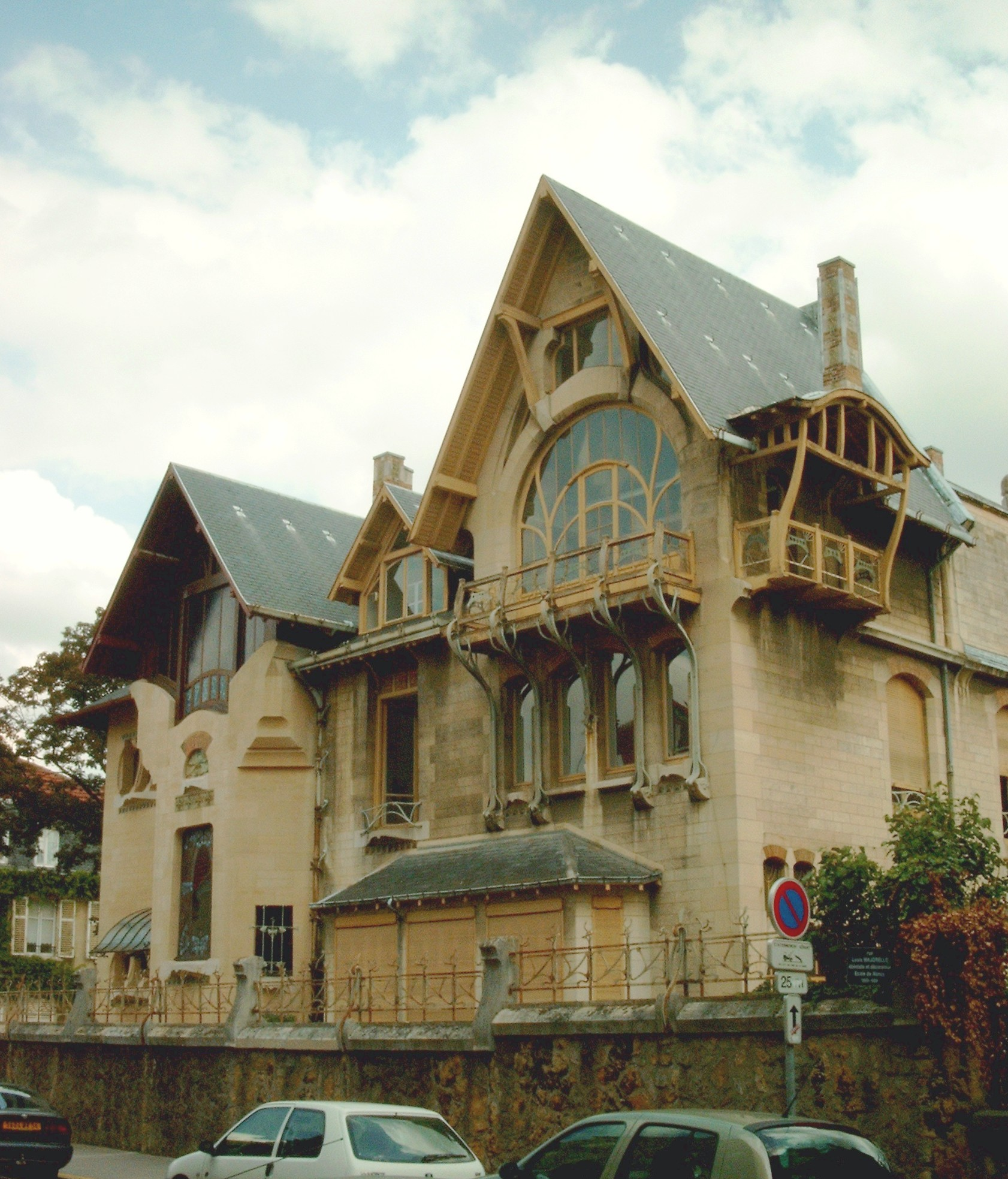
Villa Majorelle.

- Le FC Metz est champion de Ligue 2 de football.
- Metz Handball remporte le titre national de handball féminin ainsi que la Coupe de la Ligue française de handball féminin.
- François Roth , professeur émérite d’histoire contemporaine, devient président de l'Académie de Stanislas.
- Redécoupage cantonal de 2014 en France :
  - Meurthe-et-Moselle, par décret numéro 2014-261 du 26 février 2014 [5];
  - Meuse, par décret numéro 2014-166 du 17 février 2014 [6];
  - Moselle, par décret numéro 2014-183 du 18 février 2014 [7];
  - Vosges, décret numéro 2014-268 du 27 février 2014[8].
- Sortie de L'Étrange Couleur des larmes de ton corps, giallo belgo-franco-luxembourgeois écrit et réalisé par Hélène Cattet et Bruno Forzani, partiellement tourné à Nancy, à la villa Majorelle et l'immeuble Bergeret[9].
- Tournage à Metz, Petite-Rosselle, Chambley-Bussières, Hombourg-Haut, Freyming-Merlebach, Spicheren et Forbach du film Party Girl de Marie Amachoukeli-Barsacq[10].
- Tournage à Uckange de La Trace des Pères, film documentaire de Emmanuel Graff[11].
- Tournage à Épinal du film Tout est permis de Coline Serreau[12].
- En 2014, la société Midlands Artistic gestionnaire de la délégation Miss Lorraine relance l'élection de Miss Meuse, inexistante depuis 2007.
- La bière Duchesse de Lorraine brassée par Les Brasseurs de Lorraine se classe meilleure bière d'Europe, catégorie arôme fumé, aux World Beer Awards 2014[13]
- Le centre commercial Waves Actisud ouvre ses portes[14].

### Mars
- 17 mars :  André Wojciechowski est condamné par le tribunal de grande instance de Sarreguemines pour discrimination et entrave syndicales envers trois employés municipaux de la commune de Saint-Avold[15].

### Avril
- Ouverture du nouveau Musée de la Guerre de 1870 et de l'Annexion à Gravelotte.

### Mai

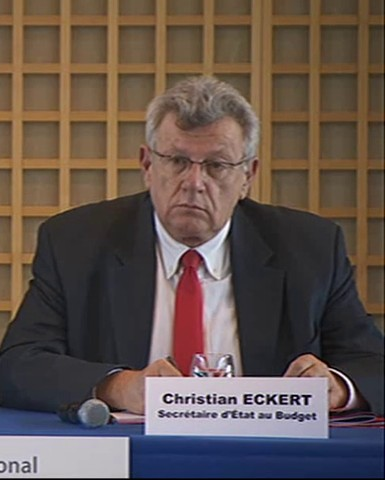
Christian Eckert (22 mai 2014).

- 10 mai : Jean-Marc Fournel, Suppléant de Christian Eckert, devient député de la septième circonscription de Meurthe-et-Moselle à la suite de la nomination de celui-ci au poste de secrétaire d'État au Budget dans le gouvernement Valls.

### Juin
- 1 juin : création du Syndicat mixte d'études et de traitement des déchets ménagers et assimilés de la Meuse par arrêté préfectoral datant du 27 février 2014.
- 20 juin : le land de Sarre et la région Lorraine signent un accord de coopération au niveau de la formation professionnelle[16].
- 21 au 22 juin : 59ème Rallye de Lorraine remporté par Alain Vauthier et Stevie Nollet sur une Peugeot 206 WRC[17].

### Juillet
- 11 juillet : 7e étape du Tour de France 2014 entre Épernay et Nancy.

- 12 juillet : 8e étape du Tour de France 2014 : 161 km entre Tomblaine et Gérardmer-La Mauselaine.

- 13 juillet : 9e étape du Tour de France 2014 entre Gérardmer et Mulhouse.

### Août
- Reine de la mirabelle 2014 : Valentine Klingler[18]

### Septembre

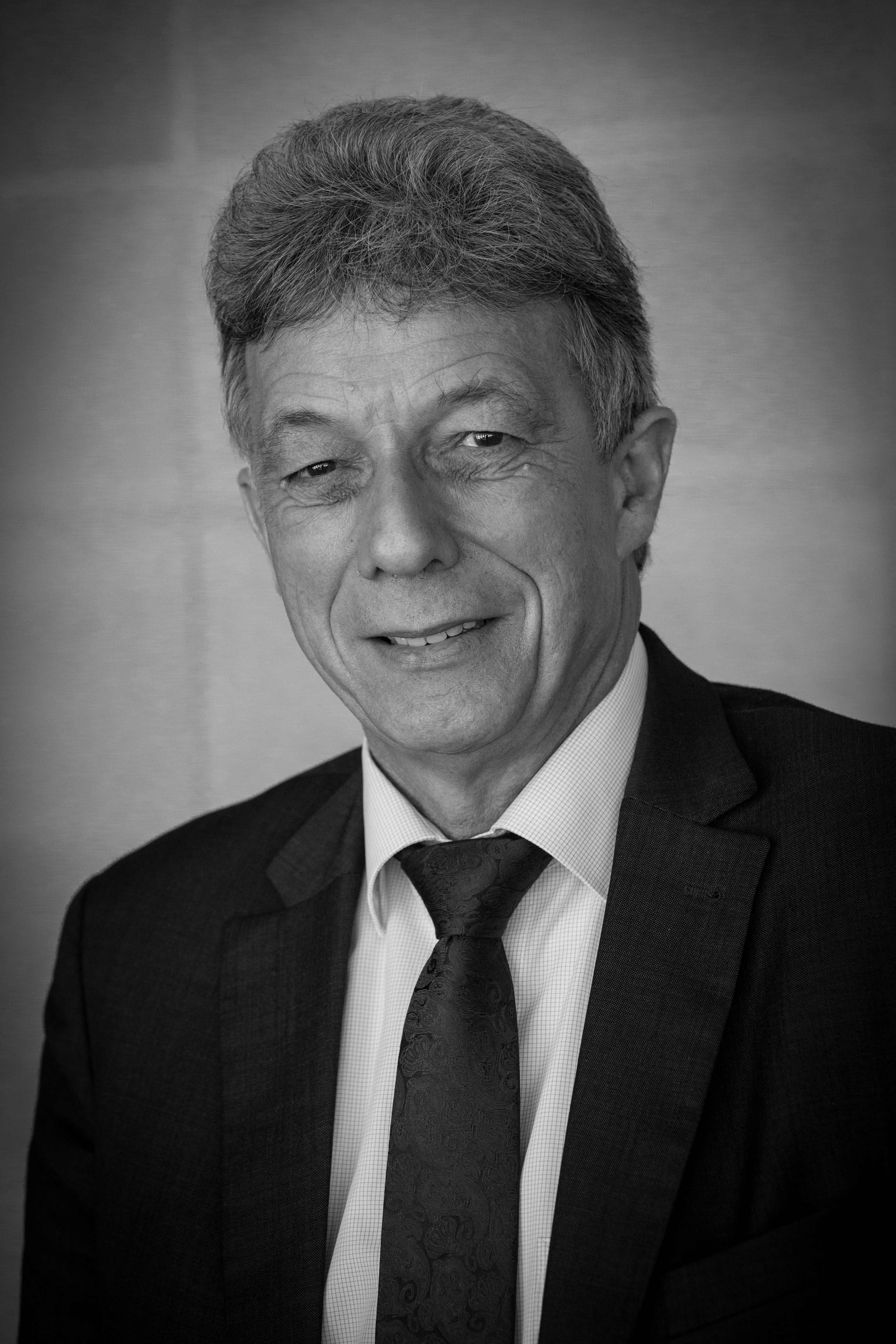
Daniel Gremillet par Claude Truong-Ngoc

- 28 septembre : élections sénatoriales. en Lorraine, seul le département des Vosges est concerné. Sont élus :
  - Jackie Pierre UMP, réélue.
  - Daniel Gremillet UMP qui succède à Christian Poncelet qui ne se représentait pas.

### Octobre
- 3, 4 et 5 octobre : Festival international de géographie, à Saint-Dié-des-Vosges, sur le thème : Habiter la Terre[19]..

- 31 octobre : ouverture au public du centre commercial Waves Actisud situé sur la commune de Moulins-lès-Metz,  dans le département de la Moselle[20].  Il accueille, depuis, en moyenne 4,5 millions de visiteurs par an[21].

## Inscriptions ou classements aux titre des monuments historiques
- En Meurthe-et-Moselle : Église Saint-Léopold de Lunéville[22]; Synagogue de Pont-à-Mousson[23]

- En Moselle : deux bâtiments du site de Bataville(cantine et bâtiment d'usine) sont inscrits par arrêté du 17 avril 2014[24] tandis que l'ensemble de l'ancienne cité est labellisé au Patrimoine du XXe siècle.

- Dans les Vosges : Museumotel[25]

## Décès
- 18 février[26], à Metz : Moshe Aryeh Bamberger (né le 30 juin 1943[27],[28], Bruxelles, Belgique[29],[30],[31],[32]) est un rabbin orthodoxe non-consistorial français d'origine belge, dirigeant de la communauté Adath Yeshourun, de la Yechiva Shaagas Aryeh et ayant un rôle important dans la cacherout à Metz.
- 29 mars à Allamps : Michel Dinet décède dans un accident de voiture[33], né le 6 novembre 1948 à Neufchâteau (Vosges), homme politique français membre du Parti socialiste.
- 7 juin à Vandœuvre-lès-Nancy : Jacques Maurice Fruminet[34], né le 4 septembre 1959 à Évaux-et-Ménil dans les Vosges, tueur en série français.
- 8 juin au CHU de Nancy : Roger Souchal[35], né le 5 avril 1927 à Saint-Dié , résistant, avocat et homme politique français.
- 22 juin à Charleville-sous-Bois en Moselle : Marcel Hocquaux, coureur cycliste français, né le 5 avril 1936 à Vagney dans les Vosges. Spécialisé dans les courses sur route, notamment à étapes, il fut une des figures emblématiques du cyclisme lorrain dans les années 1960.
- 14 septembre à Vantoux : André Heinrich , réalisateur français, né le 5 août 1923 à Nancy .
- 6 décembre à Vandœuvre-lès-Nancy : Julien Schvartz, né le 11 avril 1925 à Bouzonville (Moselle), est un homme politique français.